# Halina Brzoza
Halina Brzoza, z d. Kupczyk (ur. 16 kwietnia 1935 w Trokach, zm. 21 marca 2017) – polska filolog, specjalistka filologii rosyjskiej i literaturoznawstwa, profesor nauk humanistycznych.

## Życiorys
W 1953 ukończyła Liceum w Ostrzeszowie, w 1957 studia z zakresu filologii rosyjskiej w Wyższej Szkole Pedagogicznej w Opolu, w latach 1959-1965 pracowała jako nauczycielka języka rosyjskiego, w latach 1965-1966 jako asystent w Zakładzie Filologii Rosyjskiej Uniwersytetu Marii Curie-Skłodowskiej w Lublinie, w latach 1966-1975 w Instytucie Filologii Rosyjskiej i Słowiańskiej Uniwersytetu im. Adama Mickiewicza w Poznaniu, tam w 1974 obroniła pracę doktorską Estetyka Dostojewskiego. Próba rekonstrukcji na podstawie analizy strukturalnej dzieł napisaną pod kierunkiem Jana Trzynadlowskiego. W latach 1975–1981 pracowała na Uniwersytecie Mikołaja Kopernika w Toruniu (UMK) jako adiunkt na Wydziale Sztuk Pięknych, w latach 1981-1983 była zatrudniona w Instytucie Filozofii i Socjologii PAN, następnie powróciła na UMK - początkowo w Instytucie Pedagogiki i Psychologii Wydziału Humanistycznego, od 1988 w Zakładzie Filologii Rosyjskiej. W 1988 habilitowała się na podstawie pracy Dostojewski. Między mitem, tradycją i apokalipsą. W latach 1989–1991 była kierownikiem Zakładu Teorii i Historii Literatury Rosyjskiej, w latach 1992– 1994 kierownikiem Katedry Filologii Rosyjskiej, a w latach 1995–2004 kierownikiem Pracowni Badań nad Literaturą Rosyjską UMK. W 1994 otrzymała stanowisko profesora nadzwyczajnego, zaś w 1999 tytuł profesora nauk humanistycznych. Specjalizowała się w historii literatury rosyjskiej XIX i XX wieku.
Została pochowana na cmentarzu Górczyńskim w Poznaniu.

## Wybrane odznaczenia
- Złoty Krzyż Zasługi[1]